# 28 pluviôse
28 nivôse 28 ventôse
L'octidi 28 pluviôse, officiellement dénommé jour du cyclamen, est le 148e jour de l'année du calendrier républicain.
C'était généralement le 16e jour du mois de février dans le calendrier grégorien.